# Муратханов, Насреддин
Насреддин Муратханович Хан (Насреддин Муратханович Муратханов, Насреддин Мурат-Хан) (англ. Nasreddin Murat-Khan; 1904—1970) — пакистанский архитектор и инженер-строитель российского происхождения.

## Биография
Родился в 1904 году в городе Темир-хан-Шура (ныне Буйнакск) Дагестанской области. По национальности кумык.
В 1930 году окончил Ленинградский государственный университет, получив специальность инженера-строителя.
После этого он занимал различные должности в Ленинграде и Дагестане. Муратханов был арестован в ходе сталинских «инженерных чисток», но был вновь утвержден в феврале 1940 года в качестве главного инженера и главного архитектора Пятигорска. Затем (до августа 1942 года) он занимал должность главного инженера в Ворошиловске (ныне Алчевск, Украина).
Был автором некоторых проектов, посвященных Ленину.
В 1943 году, во время Великой Отечественной войны, Муратханов бежал из Дагестана в Германию, где остался в качестве беженца в одном из лагерей, созданных Администрацией помощи и восстановления Объединённых Наций в Берлине. Здесь он женился на турецкой беженке Хамиде Акмут в 1944 году.
После семилетней эмиграции в Германии в 1950 году Муратханов с семьей переехал в Пакистан. Здесь он реализовал ряд известных проектов в Мултане, Маншехре, Сихале, Лахоре и Фейсалабаде.
Умер от инфаркта 15 октября 1970 года в Лахоре.

## Работы
- Стадион «Каддафи»
- Минар-э-Пакистан

## Награды
- Был награждён в 1963 году тогдашним президентом Пакистана Мухаммедом Айюб Ханом медалью «За заслуги[англ.]».